# Podgrađe (Benkovac)
Podgrađe je selo u Zadarskoj županiji. 

## Upravna organizacija
Upravnom organizacijom dijelom je Grada Benkovca.

## Stanovništvo
| broj stanovnika | 102   |       | 58    | 59    | 65    | 94    |       |       | 134   | 143   | 153   | 145   | 143   | 141   | 106   | 87    | 83    |
|                 | 1857. | 1869. | 1880. | 1890. | 1900. | 1910. | 1921. | 1931. | 1948. | 1953. | 1961. | 1971. | 1981. | 1991. | 2001. | 2011. | 2021. |

## Povijest
U Podgrađu se nalazi starovjekovni bedemi Asseria.

## Promet
Nalazi se sjeverno od željezničke pruge Zadar - Knin.

## Znamenitosti
- crkva svetog Duha